# Alessio Lega
Alessio Lega (Lecce, 26 settembre 1972) è un cantautore italiano.
"Artista che disdegna i palchi troppo illuminati, si è creato una solida fama tutta fondata sulla coerenza stilistica e di contenuti, e su un talento che nessuno oserebbe discutere." (Valerio Evangelisti) 
“Uno come Alessio Lega, per esempio, io lo considero un genio.” (Sergio S. Sacchi, direttore del Club Tenco)

## Biografia
Ha iniziato a cantare e scrivere canzoni nel 1985, esordisce in pubblico nel corso di una festa politica della sinistra alla Villa Comunale di Lecce nel 1988. Negli anni Novanta per lui la musica è un’attività laterale e si dedica ai fumetti. Si trasferisce a Milano, per frequentare la Scuola del Fumetto, per vivere fa vari lavori (facchino, aiuto-cuoco, ecc.) e dal 1997 al 2009 lavora come impiegato (“impiegatuccio kafkiano”, dice in molte interviste) in una grande azienda televisiva a Milano, dov’è sindacalmente molto attivo.
Il 25 dicembre 1997 tiene il primo concerto pubblico a Milano e da allora la sua attività concertistica, fino a quel momento sporadica, si comincia ad ampliare dai centri sociali alle feste di piazza, biblioteche e circoli culturali. Dopo aver militato in diverse organizzazioni della sinistra comunista (FGCI a 14 anni, poi DP), dal 1995 diventa un Anarchico militante, collettivista e malatestiano, partecipando non solo a iniziative politiche ma alla stampa di movimento (dal 2002 è un collaboratore fisso di A Rivista Anarchica).
Lega compone canzoni esistenziali, "politiche" e d'amore e si dedica parallelamente ad adattare in traduzione italiana le canzoni degli autori francofoni (Brel, Brassens, Ferré e moltissimi altri). Il suo repertorio è inoltre arricchito da canzoni popolari e interpretazioni di autori italiani del passato.
I suoi concerti alternano e mescolano tutti questi repertori. Dopo oltre un lustro di attività concertistica sempre più apprezzata e forte di un repertorio di decine di canzoni originali, Alessio Lega esordisce in Cd nel 2004 con Resistenza e amore, vincendo la Targa Tenco.

### L'attività discografica
Negli anni novanta Alessio Lega ha prodotto due demo con registrazioni casalinghe non professionali, accompagnandosi da solo con la chitarra (come nei concerti), alcune di quelle canzoni restano reperibili su web e tuttora fra le più apprezzate del suo repertorio (La tomba di Bakunin, Avventure di carta, Soledad hermana).
Nel 2002 esce Dall’ultima galleria, il suo primo singolo (allegato al libro Piccolo Dizionario degli Orrori); si tratta di una canzone (tuttora fra le sue più famose) relativa ai fatti di Genova del 2001, dove Alessio era presente.
Nel 2002 avvia una collaborazione col musicista veronese Rocco Marchi (che rimarrà da allora il suo più storico collaboratore e il produttore artistico di tutti i suoi dischi) a sua volta membro del gruppo dell’indie italiano Mariposa. Con i Mariposa incide Resistenza e amore, che viene premiato e presentato al Premio Tenco 2004.
Fedele ai suoi principi libertari Lega offre questo disco, e tutte le sue canzoni liberamente fruibili e scaricabili su web Archiviato il 21 settembre 2019 in Internet Archive..
Nel 2006 esce il suo secondo disco: Sotto il pavé la spiaggia che contiene versioni italiane inedite di cinque cantautori francesi, Brassens, Brel, Léo Ferré, Leprest e Renaud. Agli arrangiamenti del disco, come alle tournée di quegli anni collabora una costola dei Mariposa: i Mokacyclope. Il disco entra nella cinquina del Tenco.
Nel 2007 esce l’album dal vivo Zollette, dal titolo del brano dedicato al giornalista Enzo Baldoni ucciso in Iraq nel 2004. Registrato il 10 marzo 2006 all'Auditorium “Peppino Impastato” di Ponteranica con i Mokacyclope, è prodotto da Altromercato per il circuito delle botteghe equosolidali.
Nel 2008 esce l’Ep E ti chiamaron matta (co-firmato da Rocco Marchi). Si tratta della reincisione (con nuovi arrangiamenti) di un disco del 1971 di Gianni Nebbiosi per i Dischi del Sole. Sono 6 canzoni di denuncia sulla realtà dei manicomi negli anni che precedono la Legge Basaglia.
Non casualmente esce nel trentesimo anniversario di quella legge e dà luogo a una tournée negli ex-manicomi italiani. Il disco sarà ristampato nel quarantesimo anniversario della legge (2018) con un ampio booklet arricchito dalla testimonianza dello scrittore-psicoterapeuta Piero Cipriano e di una nuova lunga ballata inedita cantata con Ascanio Celestini, sul caso di Franco Mastrogiovanni, morto durante un TSO.
Nel 2008 esce anche il libro Canta che non ti passa - basato sugli articoli della rubrica musicale “E compagnia cantante” su A Rivista Anarchica - al quale è allegato l’album Compagnia cantante arrangiato dal contrabbassista Roberto Bartoli, che contiene le versioni cantate di canzoni francofone, ispaniche e slave. Anche questo disco è preso in esame dal Tenco fra i cinque migliori dell’anno.
Nel marzo del 2013 esce il Cd Mala Testa (anche in versione vinile), si tratta del secondo disco di inediti. Alessio Lega lo considera il suo capolavoro, dal momento che precisa la sua direzione artistica: non più canzone d’autore, ma canto di un cantastorie contemporaneo, narrazione in musica di vicende reali.
Nel 2014 è fra i promotori (con Franco Fabbri) e interpreti del riallestimento dello storico spettacolo del 1964 Bella Ciao del Nuovo Canzoniere.
Sotto la direzione di Riccardo Tesi e con le voci di Ginevra di Marco, Lucilla Galeazzi ed Elena Ledda questa fortunata rilettura gira il mondo e nel 2015 dà origine a un disco.
Nel 2015 esce il Cd AlbumConcerto, registrata dal vivo con i Malfattori, gruppo estemporaneo che sposta le sonorità verso il folk-rock: il disco contiene solo brani inediti, 9 nuove canzoni e 7 riletture di brani popolari e d’autore. Fra questi Maria tabacchina che è inserita nella colonna sonora del film Viva la sposa.
Nel 2017 esce Mare Nero, un nuovo Cd di inediti, più vario ed eterogeneo nel suono del precedente Mala Testa, ha un buon riscontro di critica (la canzone Ambaradan, dedicata alle stragi del colonialismo italiano, è nella cinquina dei migliori brani per il Premio Tenco), ma l’autore si dichiara complessivamente insoddisfatto dal disco.
Nell’ottobre del 2018 viene presentato in anteprima al Premio Tenco una delle opere più ambiziose e di lunga gestazione di Alessio Lega: Nella Corte dell'Arbat - Le canzoni di Bulat Okudžava. Si tratta di una raccolta di canzoni di uno dei più grandi poeti-cantautori russi tradotte da Alessio (con l'ausilio della slavista Giulia De Florio) e interpretate in italiano. Il disco uscito ufficialmente nel marzo dell’anno seguente gli è valso la Targa Tenco 2019 come Miglior Interprete.
Sempre nel 2018 partecipa all'album Powerillusi & Friends dei Powerillusi, eseguendo il brano La voglia di non lavorare (con l'accompagnamento di Rocco Rosignoli al mandolino e Guido Baldoni alla fisarmonica).
Nel 2019 incide in duo con Guido Baldoni Banditi, ribelli, principesse, uomini, dei e viaggiatori, un Cd di riletture per voce e fisarmonica delle canzoni di Fabrizio De André, destinato alla vendita nei concerti.
Alla fine dello stesso anno esce anche l'Ep vinile in edizione non venale firmata e numerata Canzone della mia vita, cinque nuove versioni di Bulat Okudžava e un brano inedito a lui dedicato.
Nel 2021 esce MEA: Alessio Lega canta Ivan Della Mea. Questo CD segue di due anni il libro "La nave dei folli" la biografia artistica che Lega ha dedicato ad Ivan Della Mea ed al Nuovo Canzoniere.

### Gli spettacoli e i collaboratori
Alessio Lega ha un gruppo di collaboratori fissi: musicisti, attori, scrittori, intellettuali vari, coi quali ha dato vita a numerosi spettacoli teatrali e musicali e varie operazioni editoriali.
Il già citato Rocco Marchi, i Mokacyclope e la contrabbassista Francesca Baccolini. Con Rocco Marchi produce i recital E ti chiamaron matta, Il circo delle pulci nell’orecchio, Leggera, galera, bufera (sul mondo picaresco della marginalità sociale).
Guido Baldoni, fisarmonicista, pianista, tastierista, attore e cantante, dal 2009 diventa il suo più assiduo collaboratore, partecipando a tutte le sue incisioni e ai principali spettacoli.
I progetti live più ambiziosi e replicati sono 100 anni di canzone d'autore e Vinili: in entrambi i casi, Alessio Lega (voce e chitarra) e Guido Baldoni (fisarmonica e voce) ripercorrono la storia della musica italiana d'autore attraverso una serie di cinque concerti e più di cento canzoni storiche.
Fra gli spettacoli di Alessio Lega ce ne sono alcuni dedicati a importanti personalità della cultura italiana: Dove si andrà: le canzoni di Franco Fortini. Altri recenti spettacoli sono dedicati a Ivan Della Mea, Paolo Ciarchi, ai poeti russi (Gran Cabaret Sovietico).
Dal 2012 con Ascanio Celestini porta in scena spettacoli di monologhi e canzoni improntati a vari temi: E ci chiamaron matti (sulla repressione mentale), La costruzione (sul lavoro), Migranti santi presunti latitanti (sull’emigrazione).
Dal 2002 ha partecipato a tutte le edizioni di Piazza Carlo Giuliani, l’incontro musicale del 20 luglio in Piazza Alimonda a Genova.
Considerato il più attivo cantore sociale della sua generazione, dal 2005 ha intensificato i rapporti con l’Istituto Ernesto de Martino, partecipando a tutti i principali spettacoli del Nuovo Canzoniere Italiano, esibendosi con i più importanti cantori popolari: Fausto Amodei, Ivan Della Mea, Paolo Ciarchi, Paolo Pietrangeli, Giovanna Marini, Gualtiero Bertelli, ecc.

### Scrittore e pubblicista
Alessio Lega ha scritto alcuni libri e molti articoli, principalmente ma non solo di argomento musicale.
Nel 2008 è uscito Canta che non ti passa con Cd allegato (Stampa Alternativa).
Nel 2012 ha pubblicato Incrocio di Sguardi, un libro-conversazione con Ascanio Celestini per l’editore libertario Elèuthera.
Nel 2015 è uscita in edizione non venale (120 copie) la raccolta di poesie Carta Canta per Sartoria Utopia.
Del 2015 è anche la biografia Bakunin, il demone della rivolta (Elèuthera).
Nel maggio 2019 è uscita per Agenzia X la prima biografia di Ivan Della Mea, scritta da Alessio Lega in occasione del decennale della morte del cantastorie milanese. Si intitola: La nave dei folli, vita e canti di Ivan Della Mea.
Fra il 2021 ed il 2023 si è dedicato ad una ricerca sui repertori di canti legati a fenomeni storici, che ha prodotto due libri La Resistenza in 100 canti e L'Anarchia in 100 canti.
Ha avuto una rubrica fissa su A/Rivista Anarchica in cui ha trattato di musica.
Ha scritto e scrive per: la rivista musicale Musica leggera (diretta da Maurizio Becker), Vinile (diretta da Michele Neri).

### Discografia
Album in studio
- 2004 - Resistenza e amore
- 2006 - Sotto il pavé la spiaggia
- 2007 - Zollette
- 2008 - E ti chiamaron matta
- 2008 - Compagnia cantante
- 2013 - Mala Testa
- 2016 - AlbumConcerto (con I Malfattori)
- 2017 - Mare Nero
- 2018 - E ti chiamaron matta (ristampa)
- 2019 - Nella Corta dell'Arbat - le canzoni di Bulat Okudžava
- 2019 - Banditi, ribelli, principesse, uomini, dei e viaggiatori
- 2019 - Canzoni della mia vita
- 2021 - MEA Alessio Lega canta Ivan Della Mea

Partecipazioni
- 2018 - Powerillusi & Friends (con il brano La voglia di non lavorare)

## Libri
- Canta che non ti passa, con CD, Viterbo, Nuovi equilibri/Stampa alternitiva, 2008. ISBN 978-88-6222-039-2.
- Incrocio di sguardi. Conversazione su matti, precari, anarchici e altre pecore nere, con Ascanio Celestini, Milano, Elèuthera, 2012. ISBN 978-88-96904-15-2.
- Bakunin, il demone della rivolta. Tra insurrezioni, complotti e galere, i tumulti, le contraddizioni e la passione rivoluzionaria dell'anarchico russo, Milano, Elèuthera, 2015. ISBN 978-88-96904-89-3.
- Carta Canta, Milano, Sartoria Utopia, 2015.
- La nave dei folli. Vita e canti di Ivan della Mea, Milano, Agenzia X, 2019. ISBN 978-88-98922-59-8.
- La Resistenza in 100 canti, a cura di, Milano-Udine, Mimesis, 2022. ISBN 978-88-575-8681-6.
- L'Anarchia in 100 canti, a cura di, Milano-Udine, Mimesis, 2023. ISBN 978-88-575-9730-0.

## Premi e riconoscimenti
- Targa Tenco Opera Prima 2004
- Targa Tenco Interpreti 2019
- Premio Lunezia Canzone d'Autore 2013 per la qualità Musical-Letteraria.
- Premio “Isola che non c’era” Opera Prima 2004
- Premio Civilia “Cantacronache” 2015
- Premio Civilia Miglior disco 2017
- Premio Mauro cultura libertaria 2019
- Premio Musica e cultura Peppino Impastato, Cinisi (PA) 2020

## Concerti esteri e festival ricorrenti
Il 29 giugno 2013 partecipa al concerto per l'indipendenza della Catalunya Concert per la Llibertat, cantando la canzone di Lluís Llach Abril 74.